# 小園秀汰
小園 秀汰（こぞの しゅうた、1998年12月4日 - ）は、南日本放送のアナウンサー。東京都大田区出身。

## 略歴
法政大学第二中学校・高等学校を経て法政大学文学部を卒業。
2020年、南日本放送入社。同期に佐々木武海がいる。

## 人物
高校時代、第61回NHK杯全国高校放送コンテスト（2014年）で朗読部門優良賞。翌年の第62回（2015年）で朗読部門優秀賞を受賞
大学時代は4年間、学生プロレスに打ち込んだ。故に、プロレス好きで構成される「MBC闘魂三銃士」のひとりとされる。
また目標としていたアナウンサーを目指すため法政大学の自主マスコミ講座も受講した。

## パーソナルデータ
- 血液型：B型。
- ニックネーム：コノ・ゾノ
- 趣味：映画鑑賞・読書・ゲーム
- 特技：胸筋が動く・指が柔らかい・スキー
- 好きな色：赤・青
- 大好きなコト・モノ：二度寝・競馬・うなぎ・ハムカツ
- いま関心・興味のあること：宇宙旅行・モールス信号・ASMR・ポキポキ整体
- お休みの過ごし方：部屋の隅々までお掃除・お散歩
- 私のモットー：人の心は心で動く
- アナウンサーになっていなかったら：週刊誌の編集者・映画関係
- 鹿児島の好きなところ：におい
- 尊敬する人：飯伏幸太選手・イーロン・マスク・野原ひろし

## 出演中の番組

### テレビ
- MBCニューズナウ（月曜 - 金曜 18:15 - 18:55) ※2022年9月25日まではスポーツ担当、2023年10月2日から木・金曜キャスター。
- MBCニュース

### ラジオ
- MBCスポーツ[6][7]（日曜18:00 - 18:30）
- MBC50ニュース